# Oulunkylä vasútállomás
Oulunkylä vasútállomás Finnországban, Helsinki településen található.

## Vasútvonalak
Az állomást az alábbi vasútvonalak érintik:
- Helsinki–Riihimäki-vasútvonal
- Herttoniemi harbour rail

## Kapcsolódó állomások
A vasútállomáshoz az alábbi állomások vannak a legközelebb:
- Käpylä vasútállomás (Helsinki Central, Helsinki–Riihimäki-vasútvonal, P Helsinki - Lentoasema- Helsinki)
- Pukinmäki vasútállomás (Riihimäki vasútállomás, Helsinki–Riihimäki-vasútvonal, T Helsinki - Riihimäki)
- Pukinmäki vasútállomás (Helsinki Central, I Helsinki < Lentoasema < Helsinki, Lentoasema vasútállomás)
- Pukinmäki vasútállomás (Kerava vasútállomás, K Helsinki - Kerava)
- Käpylä vasútállomás (Helsinki Central, T Helsinki - Riihimäki, K Helsinki - Kerava)